# Соколье (Шекснинский район)
Соколье — деревня в Шекснинском районе Вологодской области.
Входит в состав сельского поселения Железнодорожного, с точки зрения административно-территориального деления — в Железнодорожный сельсовет.
Расстояние по автодороге до районного центра Шексны — 30 км, до центра муниципального образования Пачи — 12 км. Ближайшие населённые пункты — Осташково, Столупино, Бирючево.
По переписи 2002 года население — 11 человек.